# ジャイ・ヴィラース宮殿

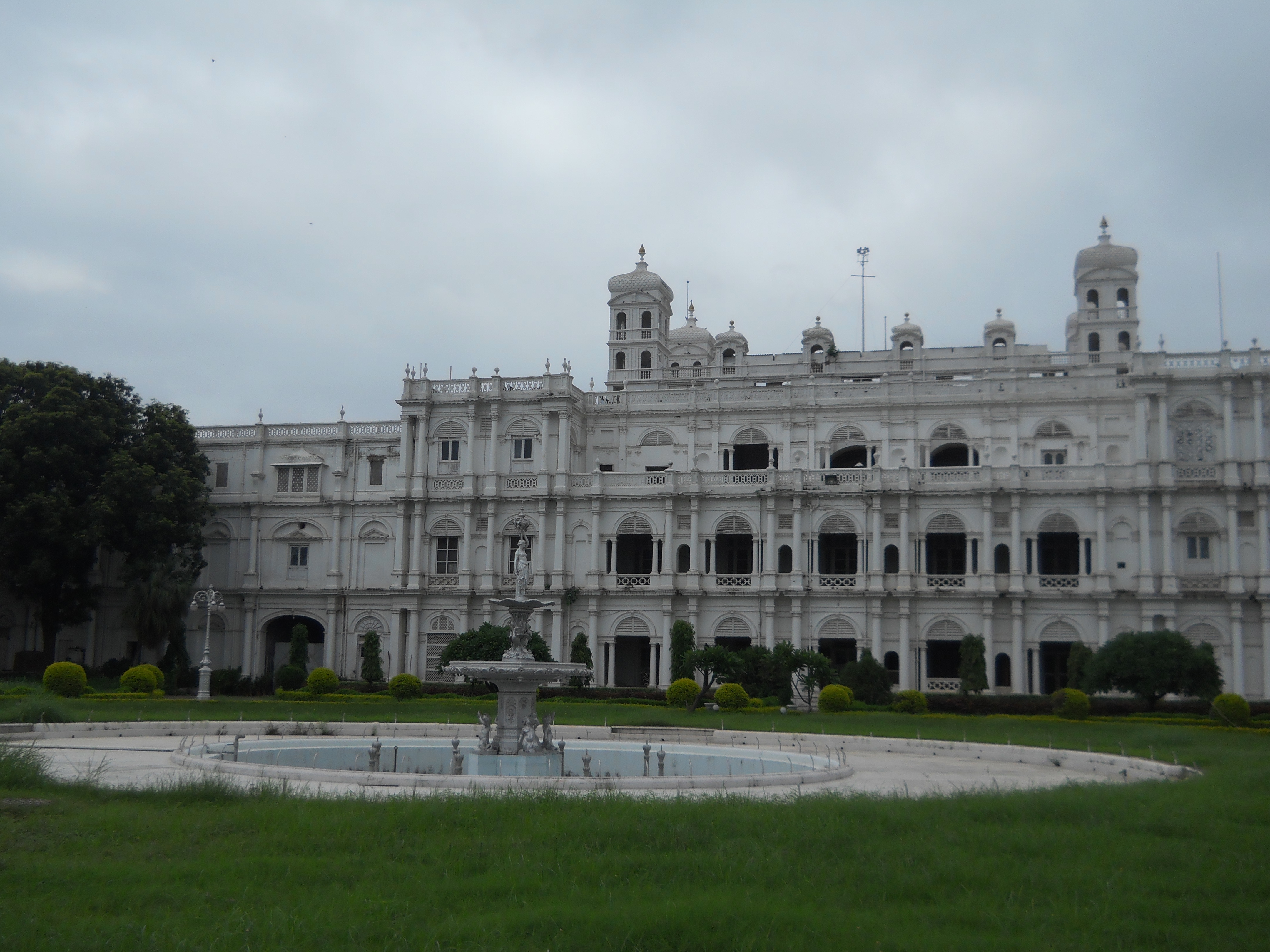
ジャイ・ヴィラース宮殿

ジャイ・ヴィラース宮殿（ジャイ・ヴィラースきゅうでん、ヒンディー語：जय विलास महल、英語：Jai Vilas Palace）は、インドのマディヤ・プラデーシュ州、グワーリヤル県の都市グワーリヤルに存在する宮殿。ジャイ・ヴィラース・マハル（Jai Vilas Mahal）とも呼ばれる。

## 歴史
1874年、グワーリヤル藩王ジャヤージー・ラーオ・シンディアが建設した。以降、藩王の宮殿として使用された。
現在、ジャイ・ヴィラース宮殿は旧藩王の一族の住居として使用されている。また、一部は博物館として一般公開されている。